# Copa de la Princesa de Voleibol 2013
La Copa de la Princesa es una competición que se disputa en el voleibol a lo largo de dos días en una misma sede. La competición se lleva disputando durante varios años, siendo esta la VI edición. En esta ocasión, el Polideportivo Olímpics en Barcelona, España) acogerá un torneo cuya organización corrió a cargo del Club Voleibol Vall d'Hebron.

## Sistema de competición
La primera fase se lleva a cabo durante la primera ronda de la liga regular o Superliga 2. Los 3 equipos con mayor número de puntos se clasifican por la vía deportiva y el organizador. En caso de que este esté en esas tres plaza, también iría el cuarto clasificado.
Una vez dentro, los equipos juegan un torneo con formato de "Final Four" con semifinales y final. En las semifinales se enfrentan los primeros contra los segundos del otro grupo. Los finalistas se dan cita al día siguiente para conocer quién será el vencedor y por lo tanto el campeón de la competición oficial.

## Equipos participantes
Organizador:
· Club Voleibol Vall d'Hebron
Equipos de esta edición:
· Feel Volley Alcobendas
· Extremadura Arroyo
· RGC Covadonga

## Cuadro de la Copa
|  | Semifinales | Semifinales                     | Semifinales | Semifinales            | Semifinales | Semifinales | Semifinales |                             |    | Final | Final | Final | Final | Final | Final | Final |  |
|  |             |                                 |             |                        |             |             |             |                             |    |       |       |       |       |       |       |       |  |
|  |             |                                 |             |                        |             |             |             |                             |    |       |       |       |       |       |       |       |  |
|  | 3           | Club Voleibol Vall d'Hebron     | 25          | 25                     | 25          |             |             |                             |    |       |       |       |       |       |       |       |  |
|  | 3           | Club Voleibol Vall d'Hebron     | 25          | 25                     | 25          |             |             |                             |    |       |       |       |       |       |       |       |  |
|  | 0           | Real Grupo de Cultura Covadonga | 21          | 20                     | 17          |             |             |                             |    |       |       |       |       |       |       |       |  |
|  | 0           | Real Grupo de Cultura Covadonga | 21          | 20                     | 17          |             | 3           | Club Voleibol Vall d'Hebron | 25 | 20    | 25    | 25    |       |       |       |       |  |
|  |             |                                 |             |                        |             |             |             | Club Voleibol Vall d'Hebron | 25 | 20    | 25    | 25    |       |       |       |       |  |
|  |             |                                 | 1           | Feel Volley Alcobendas | 22          | 25          | 20          | 19                          |    |       |       |       |       |       |       |       |  |
|  | 2           | Extremadura Arroyo              | 1           | Feel Volley Alcobendas | 22          | 25          | 20          | 19                          | 25 | 19    | 25    | 23    | 14    |       |       |       |  |
|  | 2           | Extremadura Arroyo              |             |                        |             |             |             |                             | 25 | 19    | 25    | 23    | 14    |       |       |       |  |
|  | 3           | Feel Volley Alcobendas          | 19          | 25                     | 23          | 25          | 16          |                             |    |       |       |       |       |       |       |       |  |
|  | 3           | Feel Volley Alcobendas          | 19          | 25                     | 23          | 25          | 16          |                             |    |       |       |       |       |       |       |       |  |
|  |             |                                 |             |                        |             |             |             |                             |    |       |       |       |       |       |       |       |  |

| Predecesor: Copa de la Princesa 2012 Gijón | 'Copa de la Princesa 2013' Barcelona | Sucesor: Copa de la Princesa 2014 Miranda de Ebro |